# HMS Cassandra (1916)
«Кассандра» (англ. HMS Cassandra (1916) — військовий корабель, легкий крейсер типу «C» підкласу «Каледон» Королівського військово-морського флоту Великої Британії за часів Першої світової війни.

## Історія створення
Крейсер «Кассандра» був закладений у березні 1916 року на верфі компанії Vickers Limited у Барроу-ін-Фернес. 25 листопада 1916 року спущений на воду, а у червні 1917 року увійшов до складу Королівських ВМС Великої Британії.

## Історія служби
Після введення до строю «Кассандра» увійшов до 6-ї легкої крейсерської ескадри Великого флоту. 15 серпня 1917 року вони з однотипним крейсером «Карадок» сіли на мілину на острові Фер-Айл, але обидва кораблі були успішно врятовані. У жовтні 1917 року «Кассандра» взяв участь у масштабній операції, в якій брало участь 30 крейсерів та 54 есмінці Королівського флоту, розгорнуті у восьми групах у Північному морі, що намагалися зупинити підозрюваний прорив кайзерівських військово-морських сил у Північне море. 6-ій ескадрі легких крейсерів, включаючи «Кассандру», визначалося завдання патрулювати біля Горнс-Рев. Незважаючи на ці контрзаходи, двом німецьким легким крейсерам «Бремс» та «Брюммер» вдалося уникнути патрулів противника, що були розгорнуті в очікуванні німецьких кораблеів далі на південь і вийти на оперативний простір. Німецькі крейсери атакували регулярний конвой між Норвегією та Великою Британією, потопивши дев'ять торгових суден і два есмінці, «Мері Роуз» та «Стронгбоу» перед безпечним поверненням до Німеччини.
Після закінчення Першої світової війни 6-та ескадра легких крейсерів, включаючи «Кассандру», увійшла до складу сил, направлених на Балтику під командуванням контрадмірала Едвіна Александера-Сінклера для підтримки незалежності новостворених країн Балтії в їхній боротьбі проти більшовиків. 5 грудня 1918 року сили Александера-Сінклера переходили до Таллінна, коли «Кассандра» наразився на міну, на невиявленому з часів Першої світової війни німецькому мінному полі поблизу Сааремаа у Фінській затоці. «Кассандра» швидко затонув, але більшість його екіпажу була врятовані есмінцями «Вестмінстер» і «Віндет», і лише одинадцять членів екіпажу загинули.